# Boyce Ridge
Boyce Ridge ist ein 8 km langer Gebirgszug im westantarktischen Ellsworthland. Er erstreckt sich von der Taylor Ledge westwärts zum Kopfende des Nimitz-Gletschers in der Sentinel Range des Ellsworthgebirges und grenzt an die Nordflanke des Branscomb-Gletschers.
Das Advisory Committee on Antarctic Names benannte ihn 2006 nach Joseph Boyce, einem früheren Manager bei der NASA, der eine Schlüsselrolle beim Zustandekommen des US-Meteoritenprogramms in Zusammenarbeit mit der National Science Foundation und der Smithsonian Institution einnahm und zwischen 2004 und 2005 der Mannschaft des Antarctic Search for Meteorites program angehörte.